# Solymár
Solymár é uma vila da Hungria, situada no condado de Peste. Tem 17,86 km² de área e sua população em 2019 foi estimada em 10.418 habitantes.